# ISO 3166-2:AS
ISO 3166-2:AS――この記事は、ISOの3166-2規格の内、ASで始まるものを示すものでアメリカ合衆国の海外領土(準州)であるアメリカ領サモアの行政区分コードを表している。ISO 3166-2:ASに対応するアメリカ領サモアの行政区画コードの割り当てはない。
なお、アメリカ合衆国のISO 3166-2:USにアメリカ領サモアが割り当てられておりその行政区画コードはUS-ASである。